# Ковк (Храстник)
Ковк (словен. Kovk) — поселення в общині Храстник, Засавський регіон, Словенія. Висота над рівнем моря: 613 м.